# Ани Узунова
Ани Томова Узунова е българска волейболистка бивша национална състезателка.

## Биография
Родена е в неврокопското село Копривлен. Европейска шампионка е от 1981 година с тима на Цветана Божурина, Таня Гогова, Галина Станчева, Верка Стоянова, Мая Стоева, Румяна Каишева и Мила Кьосева.
Играе за националния тим от 1974 до 1983 година, когато за последно се появява на ЕП в ГДР. „Веднага след това ни обявиха за стари и ни махнаха от национала“, усмихва се Узунова. Ани има бронз от Олимпиадата в Москва. Съотборничките я наричат Батко заради атлетичните забивки и мъжкарския начин, по който решава проблемите в тима.
Състезава се за Марица (Пд). От 1981 до 1993 година играе в Италия. Минава през Бари, Новента Вичента, Кампобасо, Леляно и Порденоне. С Бари има 2 купи на Конфедерациите. В Кампобасо е известна като „Ана на чудесата“. Била е помощник на Васко Симов в Бари и на Стоян Гунчев в национала на България. Два сезона е старши треньор на Марица.